# Brættet
Brættet (grønlandsk: Kalaaliaraq or Kalaalimineerniarfik (egl. "den lille grønlænder")) er et marked for frisk kød og fisk i de fleste Grønlandske byer, inklusive Nuuk, Grønlands hovedstad, i byens centrum. 
Brættet i Nuuk har tidligere ligget i den historiske bydel tæt ved Kolonihavnen men blev flyttet til nye og moderne lokaler i 2010. Det skyldes bl.a., at hygiejnestandarden på det gamle bræt ofte var genstand for kritik fra myndighederne.
På markedet forhandles frisk fisk (rødfisk, torsk, havkat, hellefisk, helleflynder og – som sæsonvarer – stenbider og laks), hval, rensdyr, moskusokse og sælkød,, lomvie og edderfugl. Stedet spiller en vigtig rolle som et socialt forum for mange indbyggere, svarende til en landsbybrønden i andre dele af verden. Selvom isbjørn er en sjældenhed i Godthåbsfjorden og i kystegnene i det sydvestlige Grønland, hænder det, at der kan købes bjørn på brættet.
64°10′43″N 51°44′33″V / 64.17861°N 51.74250°V